# Stołów
Stołów (1035 m n.p.m.) – rozległe, spłaszczone wypiętrzenie grzbietu w Paśmie Klimczoka i Szyndzielni w Beskidzie Śląskim, między Trzema Kopcami a Błatnią. Kiedyś całkowicie zalesiony, głównie lasami bukowymi, dziś w wielu miejscach pokryty obszernymi zrębami. Nazwa zapewne związana z „płaskim jak stół” wierzchołkiem.
Dokładnie w kierunku północnym od szczytu Stołowa odchodzi krótkie, masywne ramię górskie, zwane Połednia, opadające w widły potoków Błatnia i Barbara. Natomiast w kierunku południowo-zachodnim Stołów wysyła masywne ramię, rozdzielające dolinki potoków: Chrobaczego (na zachodzie) oraz Potoku Bukowego i jego dopływu, potoku Skałka (na wschodzie). Ramię to, podobnie jak znajdujący się na nim ciąg rozległych polan oraz rozrzucone na nich osiedle Brennej – Bukowym Groniem.
Na południowo-zachodnich stokach, opadających ku dolinie Brennicy, ok. 25 m poniżej przełęczy oddzielającej Stołów od Trzech Kopców, znajduje się Jaskinia w Stołowie. Otwór wejściowy znajduje się w wyraźnym rowie zboczowym i został odsłonięty w gruzowisku piaskowcowym w 1970 r. Długość korytarzy 21 m. Strop partii wejściowych jaskini grozi zawaleniem i nie zaleca się jej eksploracji!. Na stokach Stołowa, opadających ku dolinie Brennicy, na wysokości 970 m n.p.m. znajduje się także wejście do Jaskini Głębokiej w Stołowie. Odkrycie jaskini w 2003 r. zostało uznane za jedno z największych osiągnięć speleologicznych ostatnich lat w Polsce. Z długością 554 m i głębokością 25 m jest jedną z większych jaskiń polskich Karpat fliszowych. Na Stołowie jest jeszcze kilka innych jaskiń; wykaz jaskiń na Geoportalu wymienia jeszcze inne: Dziura w Stołowie, Dziura w Stołowie Druga, Jaskinia Ciasna w Stołowie, Jaskinia w Stołowie Druga, Jaskinia w Stołowie Trzecia, Schron w Stołowie, Szczelina w Stołowie.
Przez szczyt Stołowa biegnie granica między miastem Bielsko-Biała i wsią Brenna, oraz żółty szlak turystyczny z Błatniej na Klimczok.
 Klimczok – Siodło pod Trzema Kopcami – Trzy Kopce – Stołów – Błatnia. Odległość 4 km, suma podejść 80 m, suma zejść 230 m, czas podejścia 1:10 godz., z powrotem 1:20 godz.